# Лютнева вулиця (Мелітополь)
Лютнева вулиця — вулиця в Мелітополі. Йде від Лінійної вулиці до вулиці Івана Франка.

## Назва
Перпендикулярно вулиці проходять два однойменних провулка — 1-й Лютневий і 2-й Лютневий.

## Історія
Перша відома згадка вулиці датується 20 травня 1929 року.